# Fédération des sports et comité olympique de Hong Kong, Chine
La Fédération des sports et comité olympique de Hong Kong, Chine (en anglais, Sports Federation and Olympic Committee of Hong Kong, China, en chinois traditionnel,  中國香港體育協會暨奧林匹克委員會, code CIO HKG) est le comité national olympique de Hong Kong fondé en 1950 alors que c'était une concession britannique et reconnu par le CIO en 1951. Il siège dans la Hong Kong Olympic House située à côté du Hong Kong Stadium.